# 簇芥
簇芥（学名：Pycnoplinthus uniflora），为十字花科簇芥属下的一个植物种。